# Мазніченко Ольга Юріївна
Ольга Юріївна Мазніченко (народилась 24 липня 1991 року) — українська баскетболістка Монбрісона Фемініна та збірної України.
Брала участь у EuroBasket Women 2017.